# Porricondyla dietzii
Porricondyla dietzii är en tvåvingeart som beskrevs av Ephraim Porter Felt 1912. Porricondyla dietzii ingår i släktet Porricondyla och familjen gallmyggor.
Artens utbredningsområde är Pennsylvania. Inga underarter finns listade i Catalogue of Life.